# Holotrichia dalatensis
Holotrichia dalatensis är en skalbaggsart som beskrevs av Frey 1970. Holotrichia dalatensis ingår i släktet Holotrichia och familjen Melolonthidae. Inga underarter finns listade i Catalogue of Life.